# مارتن ديموف
مارتن ديموف (بالبلغارية: Мартин Димов)‏ (1 مارس 1986 بصوفيا في بلغاريا - ) هو لاعب كرة قدم بلغاري في مركز الدفاع. لعب مع ليفسكي صوفيا ونادي بوتيف بلوفديف وFC Oborishte Panagyurishte ‏ وFC Dunav Ruse ‏ وFC Montana ‏ وFC Kaliakra Kavarna ‏ ورودوبة سموليان ‏ وPSFC Chernomorets Burgas ‏ وFC Lyubimets ‏ وFC Sportist Svoge ‏ وFC Vitosha Bistritsa ‏.

## وصلات خارجية
- مارتن ديموف على موقع قاعدة بيانات كرة القدم.إي يو (الإنجليزية)